# 联合国外层空间事务厅
联合国外层空间事务厅，简称“联合国外空司”是联合国秘书处的一个旨在推动并促进国际和平合作开发外层空间领域的办公室。其致力于建立和加强外太空活动的法律监管，并协助发展中国家利用空间科学技术进行可持续的社会经济发展。
该厅成立于1958年，成立之初主要为联合国大会所设立的“和平利用外层空间委员会”（COPUOS）提供协助和建议，以讨论探索和利用外层空间造福人类的科学和法律问题。而后者于次年成为常设委员会，目前该厅担任后者的秘书处。外层空间事务厅曾在1993年搬迁至联合国驻维也纳办事处前经历了几次组织结构变动。
作为和平利用外层空间委员会的秘书处之一，该厅负责帮助制定和实施构成太空法的主要国际条约、法律准则和联大决议。此外，其他职责还包括：就太空法问题向各国政府和非政府组织提供建议；对发射往外太空的航天器进行登记入册；召集国际论坛以讨论各种太空相关的问题；以及对提供和分享太空科技的相关计划进行赞助。